# Ekaterini Kofa
Ekaterini Kofa (grec. Αικατερίνη Κόφφα, ur. 10 kwietnia 1969 w Karditsa) – grecka lekkoatletka, sprinterka.
Największe sukcesy odnosiła w hali, na dystansie 200 metrów – między innymi została mistrzynią świata w 1997, a rok później sięgnęła po brąz na halowych mistrzostwach Europy. Ma na swoim koncie również medale Igrzysk Śródziemnomorskich. Podobnie jak jej rodaczka, słynna Ekaterini Tanu, ma na swoim koncie dyskwalifikację za doping. W 1995 roku została zawieszona na rok za stosowanie niedozwolonych środków. W 2002 roku ostatecznie zerwała z wyczynowym uprawianiem sportu.

## Rekordy życiowe
- bieg na 100 metrów – 11,12 (1996)
- bieg na 200 metrów – 22,67 (1996), rekord Grecji
- bieg na 200 metrów (hala) – 22,71 (1998), rekord Grecji

Kofa, razem z koleżankami z reprezentacji jest także rekordzistką kraju w sztafecie 4 × 100 metrów (43,07 w 1997).